# Droga ekspresowa R1 (Słowacja)
Droga ekspresowa R1 (słow. rýchlostná cesta R1) – droga ekspresowa w zachodniej i środkowej Słowacji. Rozpoczyna się w Trnawie przed węzłem z autostradą D1 i prowadzi przez Nitrę, Zwoleń do Bańskiej Bystrzycy. Planowane jest przedłużenie do Rużomberka. Pomiędzy Nitrą a Bańską Bystrzycą biegnie doliną rzeki Hron.
Ukończone odcinki:
- Trnawa - Nitra
- Nitra - Tekovské Nemce
- Hronský Beňadik - Bańska Bystrzyca[2]